# Бетел-Ейкерс (Оклахома)
Бетел-Ейкерс (англ. Bethel Acres) — місто (англ. town) в США, в окрузі Поттаватомі штату Оклахома. Населення — 3029 осіб (2020).

## Географія
Бетел-Ейкерс розташований за координатами 35°18′41″ пн. ш. 97°2′42″ зх. д. / 35.31139° пн. ш. 97.04500° зх. д. (35.311367, -97.045060).  За даними Бюро перепису населення США в 2010 році місто мало площу 73,26 км², з яких 73,23 км² — суходіл та 0,03 км² — водойми.

## Демографія
Згідно з переписом 2010 року, у місті мешкало 2895 осіб у 1047 домогосподарствах у складі 812 родин. Густота населення становила 40 осіб/км².  Було 1165 помешкань (16/км²).
Расовий склад населення:
| - 85,0 % — білих - 7,6 % — корінних американців - 1,2 % — чорних або афроамериканців - 0,2 % — вихідців з тихоокеанських островів - 0,2 % — азіатів |

До двох чи більше рас належало 5,4 %. Частка іспаномовних становила 1,9 % від усіх жителів.
За віковим діапазоном населення розподілялося таким чином: 25,5 % — особи молодші 18 років, 58,2 % — особи у віці 18—64 років, 16,3 % — особи у віці 65 років та старші. Медіана віку мешканця становила 40,9 року. На 100 осіб жіночої статі у місті припадало 99,1 чоловіків;  на 100 жінок у віці від 18 років та старших — 97,4 чоловіків також старших 18 років.
Середній дохід на одне домашнє господарство  становив 72 892 долари США (медіана — 64 948), а середній дохід на одну сім'ю — 77 403 долари (медіана — 70 625). Медіана доходів становила 56 250 доларів для чоловіків та 33 681 долар для жінок. За межею бідності перебувало 8,2 % осіб, у тому числі 8,9 % дітей у віці до 18 років та 6,1 % осіб у віці 65 років та старших.
Цивільне працевлаштоване населення становило 1326 осіб. Основні галузі зайнятості: освіта, охорона здоров'я та соціальна допомога — 22,2 %, виробництво — 14,6 %, публічна адміністрація — 13,2 %.